# ميدن-درنته
ميدن-درنته Midden-Drenthe  مدينة وبلدية هولندية تقع في الشمال الشرقي للبلاد بمقاطعة درينته.

## طوبوغرافيا
خريطة طوبوغرافية هولندية لبلدية ميدن-درنته، 2013.